# Hohenwarth-Mühlbach a.M.
Hohenwarth-Mühlbach a.M. (c.-à-d. Hohenwarth-Mühlbach am Manhartsberg) est une commune autrichienne du district de Hollabrunn en Basse-Autriche.